# Ministère de la Justice (Yémen)
Pour les autres articles nationaux ou selon les autres juridictions, voir Ministère de la Justice.
Le ministère de la Justice (arabe : وزارة العدل) est le département ministériel du gouvernement yéménite chargé de veiller au bon fonctionnement du système judiciaire.

## Liste des ministres
| Début | Fin         | Ministre                         | Gouvernement                                                                                              |
| ----- | ----------- | -------------------------------- | --- |
| 1962  | 1963        | Abdel Rahman al-Iryani           | |
| 1963  | 1964        | Mohammed Ali Al-Akwaa            | |
| 1964  | 1965        | Mohamed Ismail El Hadji          | |
| 1966  | 1967        | Mohammed bin Mohammed Al-Mansour | |
| 1967  | 1969        | Mohamed Ismail El Hadji          | |
| 1969  | 1970        | Ali bin Ali al-Samman            | |
| 1970  | 1971        | Hussein Ali Marfaq               | |
| 1972  | 1973        | Ali bin Ali al-Samman            | |
| 1973  | 1974        | Mohamed Ismail El Hadji          | |
| 1974  | 1978        | Ali bin Ali al-Samman            | |
| 1978  | 1980        | Ismail Ahmed Al Wazir            | |
| 1980  | 1983        | Mohsen Mohammed Al-Olafi         | |
| 1983  | 1988        | Ahmed Mohamed El-Gobi            | |
| 1988  | 1990        | Mohsen Mohammed Al-Olafi         | |
| 1990  | 1993        | Abdul Wassa Ahmed Salam          | |
| 1993  | 1994        | Abdulla Ahmed Ghanem             | |
| 1994  | 1997        | Abdul Wahab Lutf Aldilmi         | |
| 1997  | 2001        | Ismail Ahmed Al Wazir            | |
| 2001  | 2003        | Ahmed Abdullah Akabat            | |
| 2003  | 2006        | Adnan Omar Al-Jafri              | |
| 2006  | 2011        | Ghazi Shaaf al-Aghbari           | |
| 2011  | 2014        | Murshid Ali Al-Arshani           | Gouvernement Mohamed Basindawa                                                                            |
| 2014  | 2016        | Khaled Omar Bajunaid             | Gouvernement Khaled Bahah (1) Gouvernement Khaled Bahah (2)                                               |
| 2016  | 2017        | Nahal al-Awlaqi                  | Gouvernement Khaled Bahah (2) Gouvernement Ahmed ben Dagher                                               |
| 2017  | En fonction | Jamal Mohammed Omar              | Gouvernement Ahmed ben Dagher Gouvernement Maïn Abdelmalek Saïd (1) Gouvernement Maïn Abdelmalek Saïd (2) |
| 2015  | 2016        | Ahmed al-Aqida                   | Gouvernement intérimaire yéménite                                                                         |
| 2016  | 2021        | Ahmed Abdullah Akabat            | Gouvernement Abdel Aziz ben Habtour                                                                       |
| 2021  | En fonction | Nabil Al-Azzani                  | Gouvernement Abdel Aziz ben Habtour                                                                       |

## Annexe